# Prefektura Niigata
Prefektura Niigata (jap. 新潟県 Niigata-ken) – prefektura na wyspie Honsiu (Honshū) w Japonii, w regionie Chūbu, rozciągająca się wzdłuż Morza Japońskiego. Jej stolicą jest miasto Niigata.
Niigata słynie z popularnych ośrodków narciarskich Echigo-Yuzawa i regionu góry Myōkō, tarasowych pól ryżowych Hoshitoge i produkcji sake. W Ponshukan Sake Museum, w mieście Niigata, można spróbować wiodących marek tego trunku, produkowanych przez 90 wytwórni w prefekturze. Można skorzystać z kąpieli w sake zmieszanej z lekko alkaliczną gorącą wodą źródlaną. 
Prefektura jest światowej klasy producentem karpia ozdobnego nishiki-goi (karp brokatowy, karp kolorowy). Produkuje ponad 100 odmian, także na eksport.

## Geografia
Prefektura leży w centralnej części wyspy Honsiu nad Morzem Japońskim. Graniczy z prefekturami: Fukushima, Nagano, Toyama, Gunma, Yamagata.
Prefektura dzieli się na cztery regiony geograficzne: Jōetsu na południu (z miastem Jōetsu jako centrum), Chūetsu w środkowej części (Nagaoka), Kaetsu na północy (Niigata) oraz wyspę Sado. Ujście rzeki Shinano, najdłuższej (367 km) w Japonii, znajduje się w stolicy prefektury. 

### Miasta
W prefekturze leżą miasta:
| - Agano - Gosen - Itoigawa - Jōetsu | - Kamo - Kashiwazaki - Minami-Uonuma - Mitsuke | - Murakami - Myōkō - Nagaoka - Niigata | - Ojiya - Sado - Sanjō - Shibata | - Tainai - Tōkamachi - Tsubame - Uonuma |

### Góry
- Pasma górskie: Echigo, Mikuni, Hida, Asahi, Iide, Kushigata
- Najwyższe szczyty: Myōkō (2 454 m), Naeba (2 145), Dainichi (2 128), Tanigawa (1 977), Makihata (1 967), Usagi (1 926), Tanemaki (1 791)

### Parki narodowe
- Park Narodowy Bandai-Asahi
- Park Narodowy Oze
- Park Narodowy Jōshin’etsu Kōgen
- Park Narodowy Chūbu-Sangaku

## Historia
Kiedy zakończył się okres Jōmon ok. IV wieku p.n.e., następował stopniowy okres rozwoju tego regionu. W okresie Nara (710–784/794) powstały krainy i następnie prowincje Echigo i Sado. Z biegiem lat zaczęto wydobywać złoto na wyspie Sado, otwarto zachodnie szlaki morskie. Nastąpił rozwój rolnictwa m.in. poprzez uprawy pól ryżowych. Niigata stawała się regionem silnym ekonomicznie.
Miasto Niigata stało się największym portem po stronie Morza Japońskiego dla żeglugi łączącej wybrzeża kraju, także od strony Pacyfiku. Na mocy traktatów z lat 1858, 1859 (traktaty ery Ansei) pomiędzy Japonią, Stanami Zjednoczonymi, Rosją, Holandią, Wielką Brytanią, Francją oraz Portugalią (1860) i Prusami (1861), Niigata stała się jednym z pięciu japońskich portów otwartych na handel zagraniczny (wraz z Jokohamą, Hakodate, Kobe i Nagasaki). Z powyższych powodów we wczesnych latach Meiji, populacja Niigaty była najliczniejsza ze wszystkich prefektur w Japonii.

## Gospodarka

### Rolnictwo
W miesiącach zimowych w strefach górskich gromadzą się kilkumetrowe warstwy śniegu (prefektura Niigata jest miejscem akcji powieści Yasunariego Kawabaty pt.: „Kraina śniegu”). Z nadejściem wiosny śnieg topniejąc, wzbogaca się składnikami odżywczymi pleśni z opadłych liści w górach. Krystalicznie czysta, bogata w składniki odżywcze woda płynie w dół rzek do pól ryżowych, gdzie zapewnia cenne nawadnianie całej niziny Echigo w okresie sadzenia ryżu. 
Ryż stanowi 60% całkowitej produkcji rolnej prefektury Niigata. Tym samym zajmuje ona pierwsze miejsce w kraju zarówno pod względem całkowitego obszaru uprawy ryżu, jak i całkowitej jego produkcji. Istnieje wiele rodzajów wysokiej jakości ryżu z Niigaty, w tym słynny „koshihikari”. Opracowano nową odmianę o nazwie „shinnosuke”, która lepiej radzi sobie z efektami globalnego ocieplenia i pomoże wzmocnić nowe możliwości rozwoju dla rolników uprawiających ryż.
Prefektura Niigata produkuje wiele rodzajów warzyw, wykorzystując różne typy klimatu i geografii, od ciepłych, piaszczystych przybrzeżnych pól uprawnych po chłodniejsze obszary wysoko w Alpach Japońskich. Główne uprawy to: zielona fasola sojowa (eda-mame, Glycine max), rzodkiew japońska (daikon, Raphanus sativus var. longipinnatus), czosnek dęty (zielona cebula, negi, Allium fistulosum), bakłażany.
Dzięki żyznej glebie i klimatowi sprzyjającym drzewom owocowym oraz zaawansowanej technice rolniczej, rozwijanej od pokoleń, prefektura Niigata produkuje wysokiej jakości owoce, m.in.: gruszki japońskie (nashi, wanashi, Pyrus pyrifolia var. culta, grusza chińska), hurma wschodnia (japońskie persymony, Diospyros kaki), winogrona, brzoskwinie. Od 100 lat uprawiana jest gruszka Le Lectier pochodząca z Francji.
Około 20% całkowitej wartości produkcji rolnej pochodzi z hodowli m.in. takich produktów, jak: wysokiej jakości wołowina Niigata-wagyū, kurczaki chronionego gatunku tōmaru. Uważa się, że pochodzą one z Chin z czasów dynastii Tang (618–907), o czym ma świadczyć znak 唐 tō użyty w nazwie.

### Rybołówstwo
Prefektura Niigata ma wiele bogatych terenów połowowych: dwie duże rzeki Shinano i Agano zasilane licznymi dopływami oraz 635 km wybrzeża Morza Japońskiego. 
Porty rybackie są nie tylko podstawą dla przemysłu rybackiego, ale także punktami początkowymi dystrybucji połowów. Prefektura stale wzmacnia i ulepsza strukturę instalacji i urządzeń w celu zaspokajania rosnących potrzeb rybaków i ich nowoczesnych statków. Także po to, aby minimalizować uszkodzenia z powodu klęsk żywiołowych, jak tsunami i trzęsienia ziemi. 
Rybacy prefektury poławiają m.in.: makrelę japońską (aji, Trachurus japonicus), makrelę (saba, Scomber japonicus), ang. „Japanese amberjack” lub „yellowtail” (buri, hamachi, Seriola quinqueradiata), kraby zuwai (krab śnieżny, Chionoecetes opilio).

### Wyspa Sado
Przez 400 lat od 1601 do 1989 roku na wyspie Sado wydobywano złoto po odkryciu żyły kwarcu rozciągającej się na 3000 metrów ze wschodu na zachód i 600 metrów z północy na południe i głębokości do 800 metrów, górnicy wydobyli z tej kopalni 78 ton złota i 2330 ton srebra. Twierdzi się, że całkowita długość tuneli wynosi blisko 400 km.  Kopalnie były głównym źródłem dochodów dla siogunatu (bakufu) rodu Tokugawa, który bezpośrednio kontrolował wyspę i jej kopalnie. Górnikami byli skazańcy, sieroty i bezdomni przywiezieni z głównych wysp. Najbardziej produktywną kopalnią była Sado Kinzan produkująca rocznie prawie 400 kg złota oraz mniejsze ilości srebra i miedzi. Dziś jest otwarta dla zwiedzających.

## Transport

### Kolej
Przez prefekturę przebiegają dwie linie superekspresu Shinkansen: Jōetsu Shinkansen i Hokuriku Shinkansen. Ponadto m.in. linie: Shin'etsu, Hakushin, Yahiko, Echigo, Jōetsu, Uetsu, Ban'etsu West, 
Tadami, Iiyama, Yonesaka.

### Drogowy
Przez prefekturę przebiegają autostrady: Hokuriku, Ban-Etsu, Kan-Etsu, Jōshin-Etsu oraz drogi krajowe nr: 8, 116, 252, 291, 352, 353 oraz 460.

## Galeria

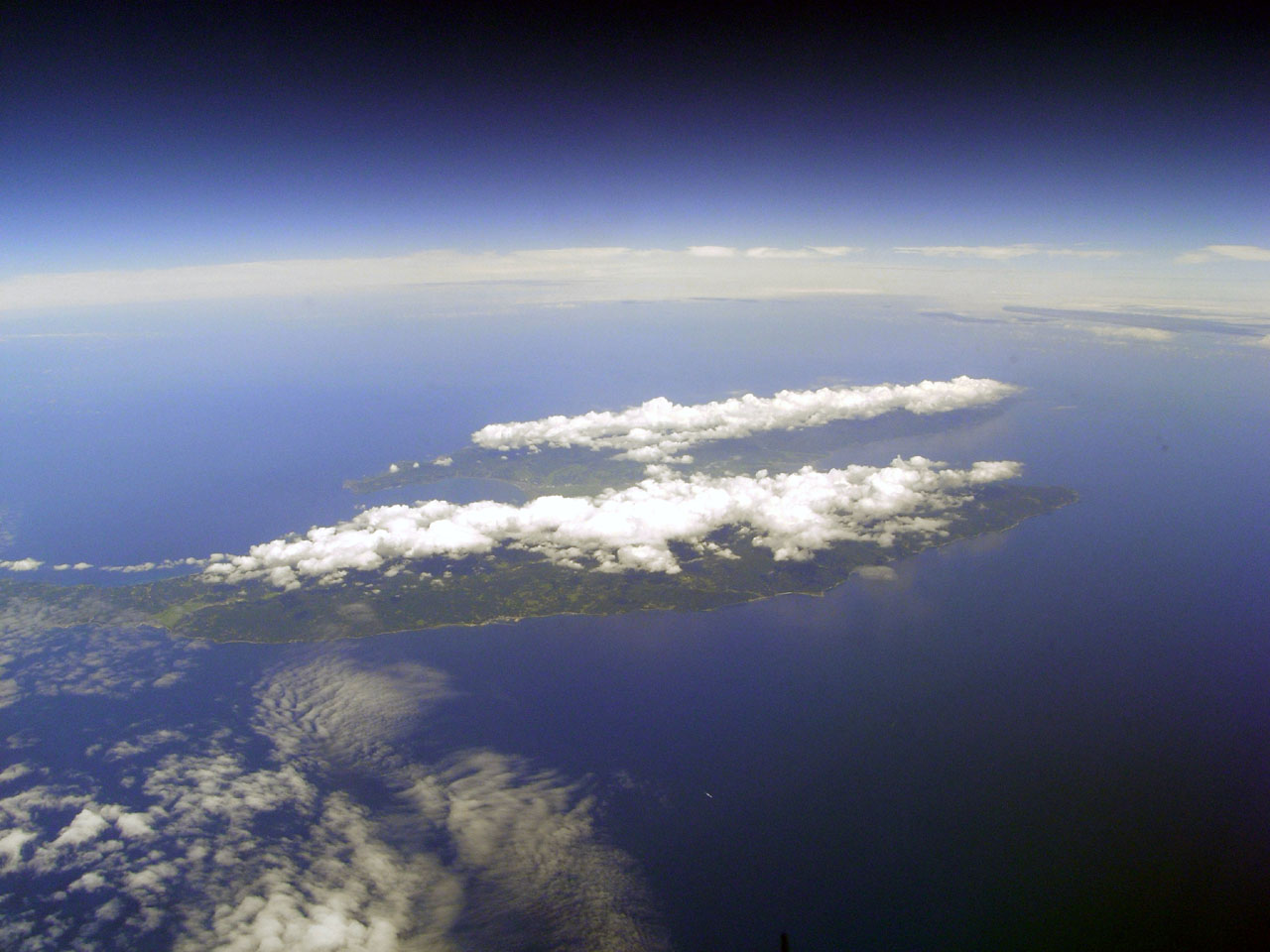
Wyspa Sado należąca do prefektury
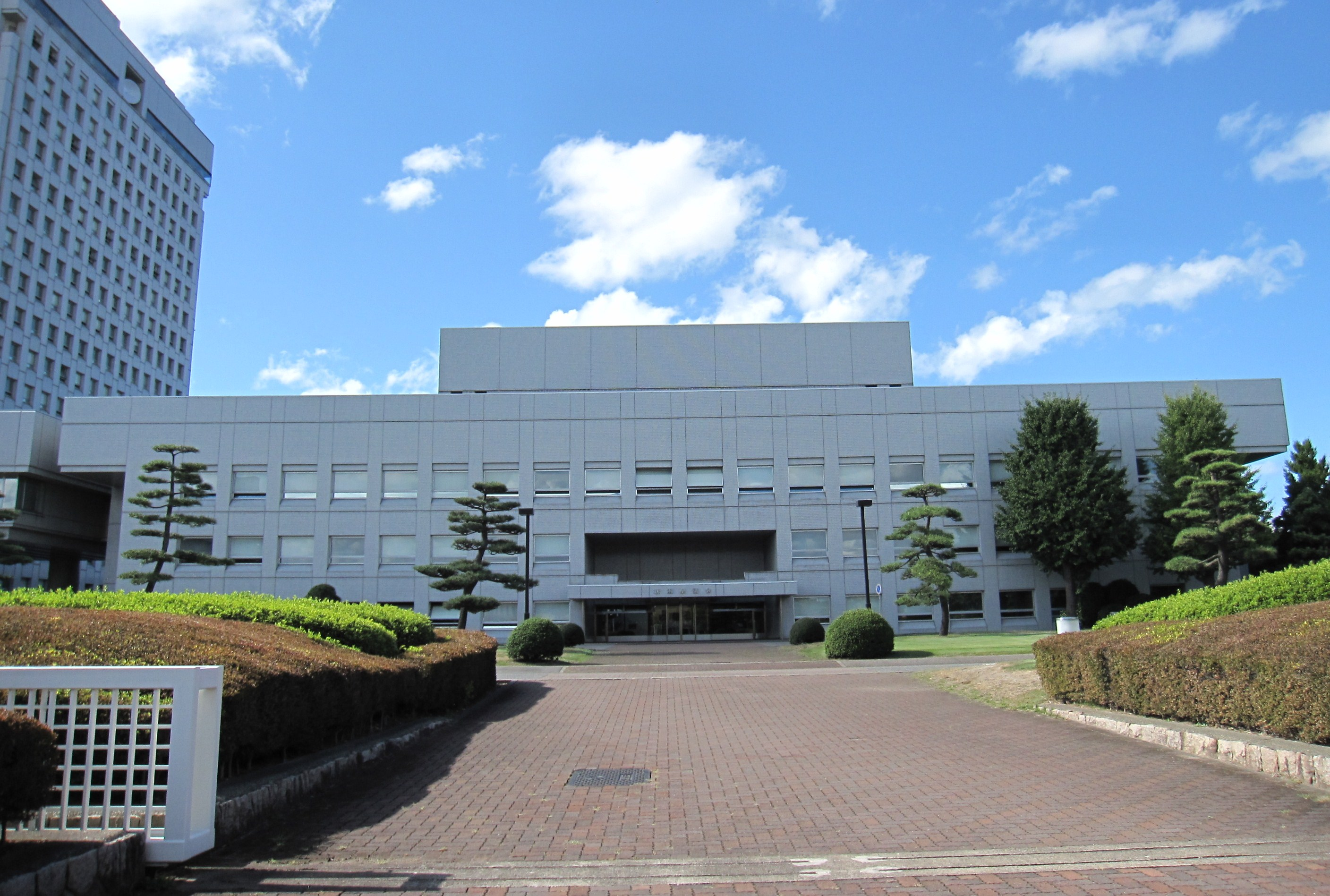
Siedziba parlamentu prefekturalnego
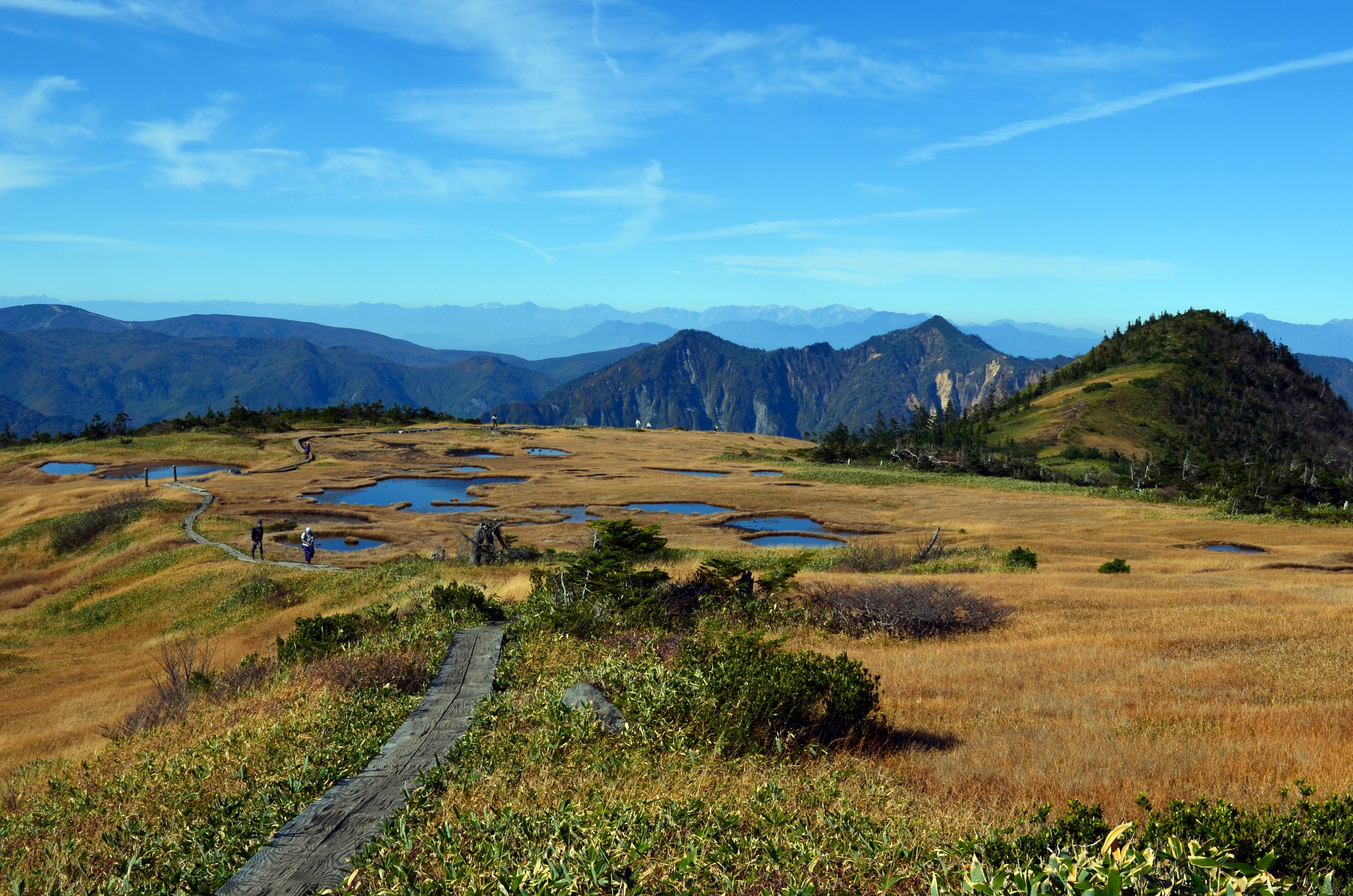
Mokradła na szczycie góry Naeba (2 145 m n.p.m.)
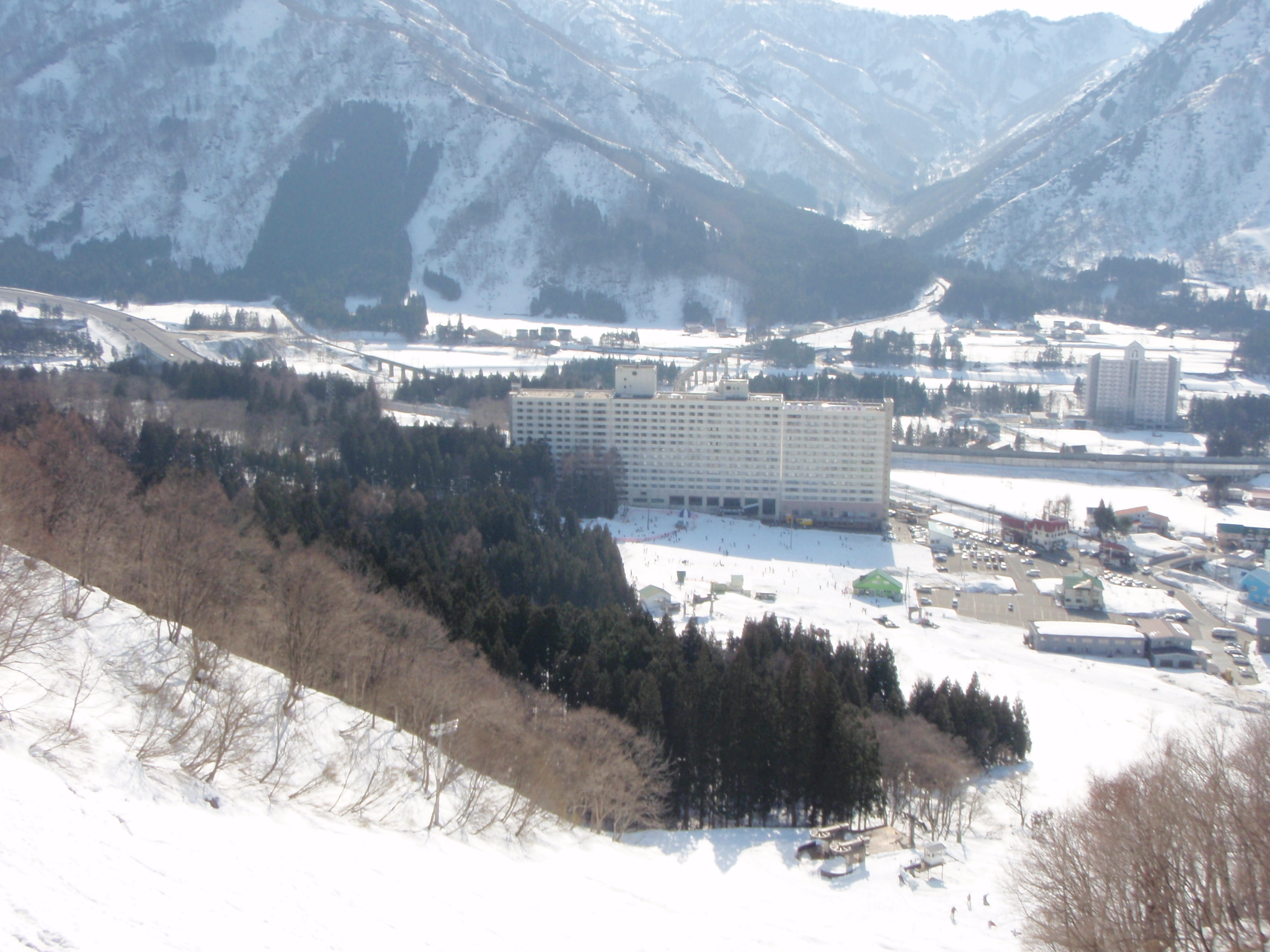
Ośrodek narciarski Yuzawa-Nakazato
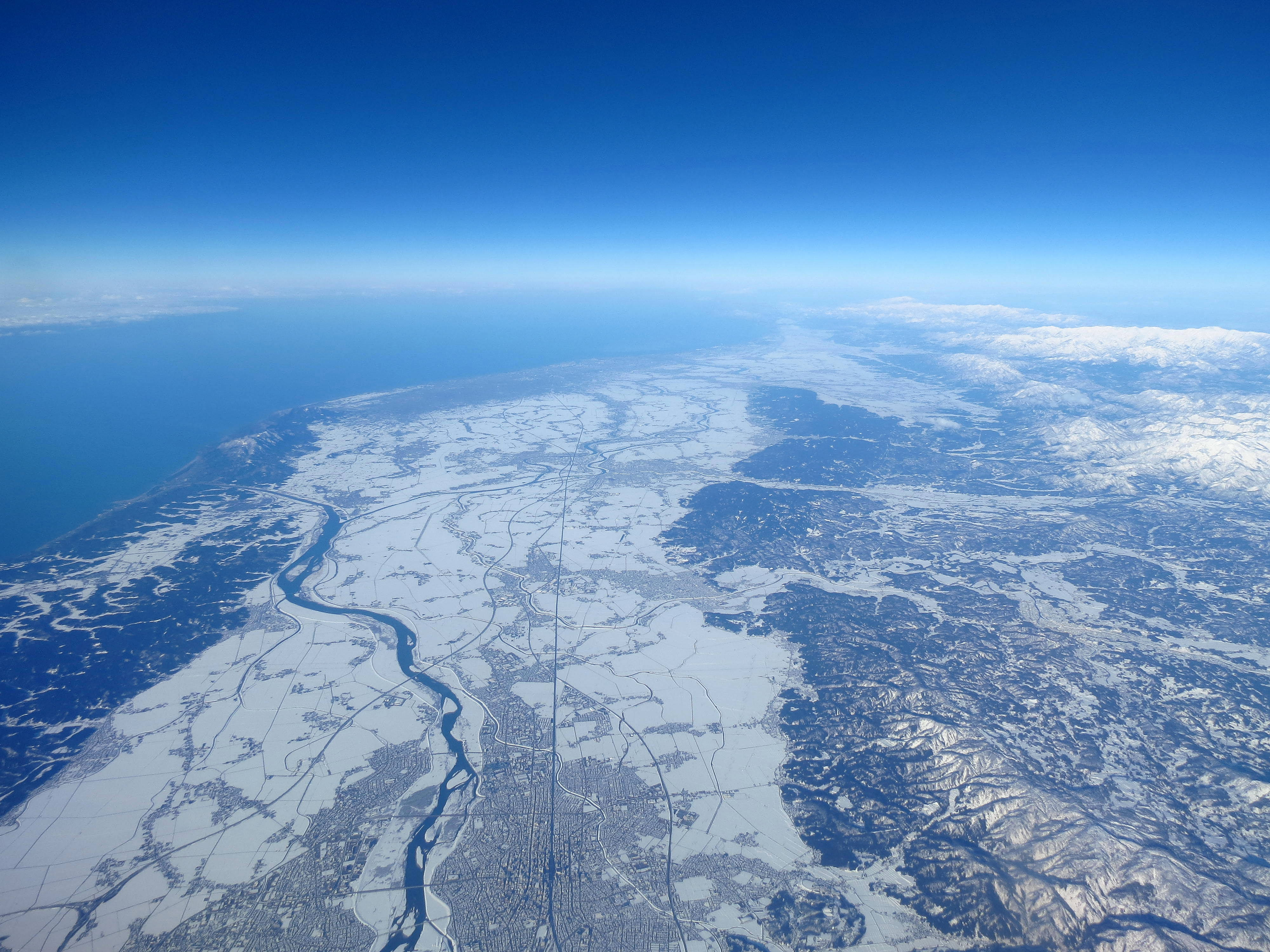
Nagaoka zimą z lotu ptaka, widoczna rzeka Shinano
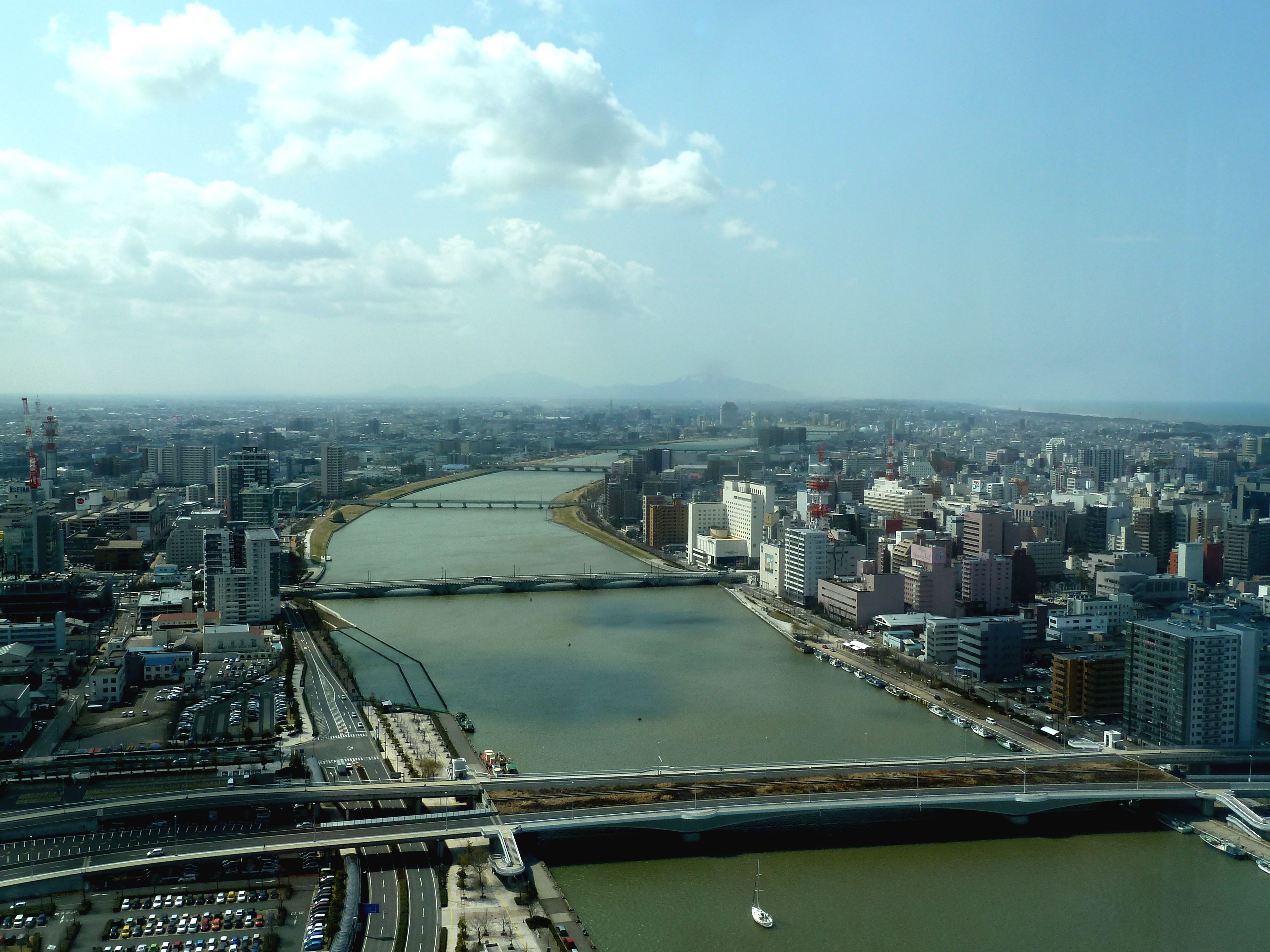
Rzeka Shinano blisko ujścia w stolicy prefektury
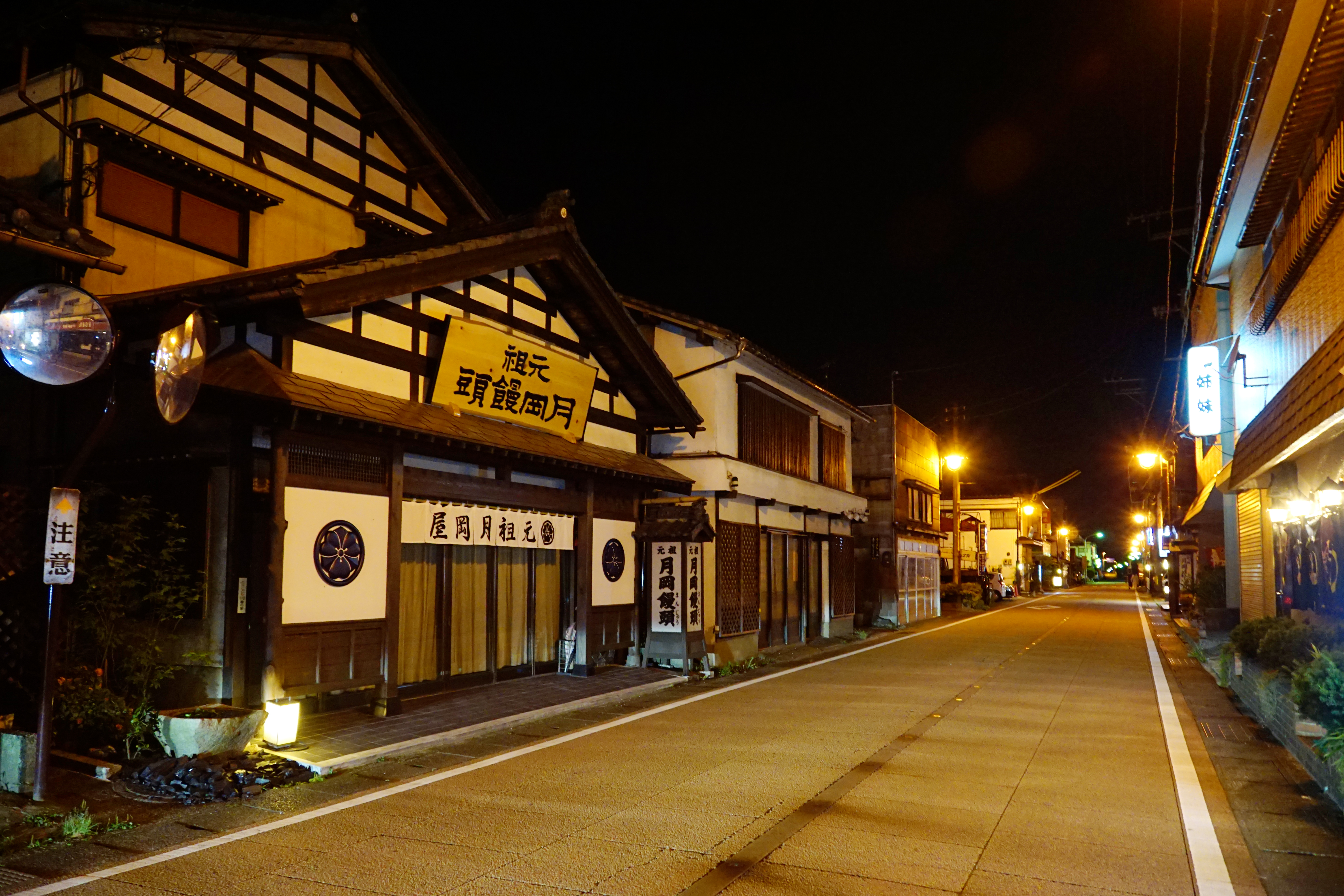
Tsukioka Onsen w Shibata